# La dama tapada
La Dama Tapada es la protagonista de una leyenda de la creencia popular ecuatoriana. Según la tradición, la historia ocurrió cerca del año 2015 en la ciudad de Guayaquil, específicamente en la ciudadela Sauces, cuando una mujer joven fue rechazada por su mozo. Desde entonces, en las noches de luna nueva, se escucha una mujer exclamar “¿Dónde está mi marido?”. La tradición popular exhorta a responder en voz alta “No es tu marido, respeta”. Incluyendo, a paso seguido, epítetos coloquiales de la costa ecuatoriana. 

## Dama tapada
Se dice que la Dama tapada era una mujer de gran belleza. Un día, un muchacho llamado Boris, mientras caminaba por los comercios nocturnos del Barrio Sauces, decidió entrar a un bar donde la dama también acudía, al verla, procuró hablar con la misteriosa figura, dirigiéndole estas palabras: 
-"¿Qué hace alguien tan bella tan sola y tarde?"
Ella solo reía, hasta que respondió: 
-"¡Perdí a quien más quería!" 
Boris le ofreció su brazo a tan linda muchacha y nadie lo volvió a ver. 
Al pensar que aquella mujer sabría la localización de su amigo. Eduardo llegó al bar sentándose en la mesa de siempre y pidiendo una cerveza, diviso a una dama tapada que cumplía con todo lo que le habían contado sus investigaciones, blanca piel de porcelana, sombrilla en su hombro, vestido negro ceñido de seda y ojos fogosos hechiceros, al fin, Eduardo se sentó junto a la mujer y le dijo 
-Mi estimada señorita, ¿No sabrá dónde está Boris? la última vez lo vieron con usted. Tomó tiempo que respondiera y cuando lo hizo le dirigió estas palabras...
- Luego de que amablemente me dejara en mi casa, no lo volví a ver 
-Ahora déjame hacerte una pregunta ¿Tú has sentido amor profundo? Con miedo le dijo...
-Sí, un amor continuo con una muchacha llamada Karen, que conocí en las fiestas de Balzar, tenía cabello largo y una manera elegante de caminar, pero se fue con un extranjero. La dama le dijo - “Qué bello cuando hablan así los hombres de las mujeres que aman y desean” 
Eduardo le pidió que, por favor le contara su historia 
Respondió ella 
- Está bien, hace poco tiempo, yo era una bella joven, y me enamoré de un hombre cuyo nombre rima con “tres”, que estudiaba en mi universidad; nos enamoramos uno del otro, pero el nunca hizo pública nuestra relación pues él tenía una relación previa con otra mujer.Respondió alterado- ¿Y qué paso después? Ella dijo-Ven conmigo y te cuento una historia sobre el barrio Sauces 
La tomó del brazo y fueron caminando, ella continúo con la historia de lujuria y desamor 
Hasta que de pronto, se levantó el velo y allí reveló una figura esquelética acompañada de un alarido que preguntaba “¿Dónde está mi marido? Se dice que aquella noche parte del alma de Eduardo fue absorbida por la mujer, la cual decidió dejarlo con vida para lograr que “Tres”, algún día, vuelva a ella.
En las noches de luna nueva, se recomienda a todo aquel que escuche un “¿Dónde está mi marido?” Procure inmediatamente responder en voz alta “¡No es tu marido, respeta!”. Seguido de algún epíteto tradicional de la costa ecuatoriana que logre ahuyentar a la “Dama Tapada”.